# Berberis sumatrensis
Berberis sumatrensis är en berberisväxtart som först beskrevs av Elmer Drew Merrill, och fick sitt nu gällande namn av J. E. Laferriere. Berberis sumatrensis ingår i släktet berberisar, och familjen berberisväxter. Inga underarter finns listade i Catalogue of Life.